# امید برک
امید برک (۱۳۶۵–۱۳۸۹) قاتل سریالی اهل ایران بود. او در میدان قدس شهر کرج و در انظار عموم اعدام شد.

## جنایت‌ها
به دنبال وقوع جنایتی در بهمن سال ۸۶ در کمالشهر کرج و کشف جسد یک زن، بازپرس کشیک دادسرای جنایی این شهر با صدور دستورات قضایی لازم خواستار شناسایی و بازداشت عامل یا عاملان این جنایت شد. سپس بازپرس با عزیمت به محل اعلام شده و آغاز بررسیها دریافت که جسد متعلق به زنی ۳۵ ساله بوده و در محل دیگری با پارچه خفه و جنازه‌اش در کنار جاده کمالشهر رها شده‌است. لباسهای این زن حکایت از آن داشت که وی بیرون از خانه کشته شده‌است. یکماه بعد در حالی که تحقیقات گسترده جهت کشف کلید این معما ادامه داشت پلیس کرج با پیکر دومین قربانی در حالی روبه‌رو شد که بررسیهای تخصصی نشان می‌داد مرگ او به شیوه جنایت نخست رقم خورده‌است. با وقوع سومین جنایت مشابه، فرضیه سریالی بودن جنایتها قوت گرفت. این بار در آخرین روز فروردین سال ۸۷ در جاده قزلحصار، جسد زنی دیگر پیدا شد که وی نیز با روسری خودش خفه شده بود و کارآگاهان احتمال دادند یکنفر با شکار زنان و رها کردن جنازه‌ها در مسیرهای پر رفت و آمد هدف خاصی را دنبال می‌کند. پیدا شدن جنازه چهارمین زن قربانی در اردیبهشت ۸۷ فرضیه زنجیره‌ای بودن جنایتها را قویتر کرد و پزشکی قانونی علت مرگ این زن را نیز خفگی اعلام کرد. پیکر پنجمین قربانی قتلهای سریالی زنان، هشتم خرداد ۸۷ در نزدیکی فرودگاه پیام کرج دیده شد. کارآگاهان جنایی استان تهران - مستقر در کرج - همراه بازپرس کشیک به محل یاد شده رفتند و فهمیدند زن ناشناس در محل دیگری خفه شده‌است. تحقیقات در این زمینه ادامه داشت تا اینکه ششمین جنایت علیه یک دختر ۲۴ ساله به وقوع پیوست. این دختر ۲۴ساله خرداد ۸۷ برای خرید از خانه بیرون رفته بود که به طرز مرموزی ناپدید و جنازه‌اش دو روز بعد در جاده کمالشهر کرج پیدا شد. بررسیها نشان داد که وی نیز با روسری خفه شده‌است. چند روز پس از این ماجرا عامل جنایت زن دیگری را به دام انداخت. او پس از کشتن زن جوان جنازه را به جاده قزلحصار انداخت و بدین ترتیب با کشف هفتمین جسد، روند رسیدگی به پرونده وارد مرحله تازه‌ای شد. به دنبال تلاش مأموران انتظامی و با انجام تحقیقات فنی و پلیسی، نهایتاً این متهم در مخفیگاه خود واقع در یکی از استانها شناسایی و با اعزام اکیپی ویژه به محل مورد نظر، روز چهارشنبه ۱۹ تیر سال ۸۷ بازداشت شد. پس از اعترافات امید به هشت قتل و با انجام بازجوییهای فنی و تمرکز تحقیقات روی همسر متهم احتمال اطلاع داشتن وی از وقوع جنایات قوت گرفت تا اینکه مشخص شد همسر امید در ۶ قتل به عنوان معاون از طریق تسهیل در وقوع جنایت حضور داشته‌است. امید در جلسات مختلف بازپرسی به دو فقره قتل دیگر در شمال کشور نیز اعتراف کرد و به این ترتیب تعداد قتلهای مورد اعتراف او به ۱۰ فقره رسید. این در حالی بود که پزشکی قانونی صحت روانی متهم را تأیید کرد و او را فاقد جنون دانست.

## حکم
پس از پایان دادگاه امید به جرم ۱۰ فقره قتل به ۱۰ بار قصاص، به اتهام ۸ فقره زنای محصنه و ۲ فقره تجاوز به عنف به یک بار اعدام در ملأعام و بخاطر سرقت اموال مقتولان به ۳ سال حبس و ۷۴ ضربه شلاق و رد مال محکوم شد. همچنین متهم ردیف دوم به اتهام معاونت در قتل‌ها به ۵ سال حبس و به اتهام فروش اموال مسروقه به ۲ سال حبس و ۷۴ ضربه شلاق محکوم شد که آراء صادره روز ۱۳ اردیبهشت سال جاری از سوی قضات شعبه ۲۷ دیوان عالی کشور مورد تأیید قرار گرفت.